# Slanci
Slanci (en serbe cyrillique : Сланци) est une localité de Serbie située dans la municipalité de Palilula et sur le territoire de la ville de Belgrade. Au recensement de 2011, elle comptait 1 783 habitants.
Slanci est officiellement classé parmi les villages de Serbie.

## Géographie

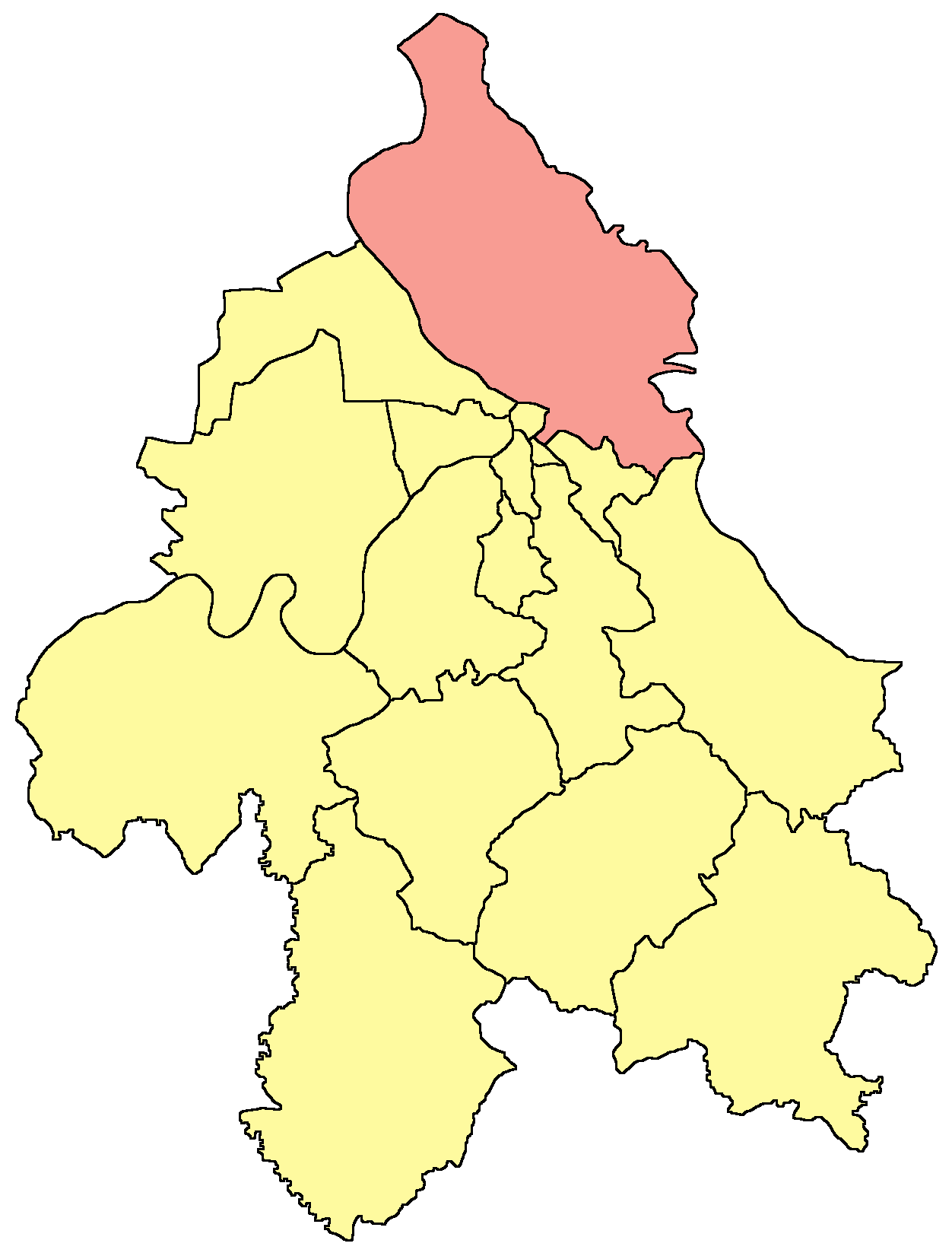
Localisation de la municipalité de Palilula dans la ville de Belgrade

Slanci est situé au sud de la municipalité de Palilula. Le village se trouve dans la région de la Šumadija, à quelques kilomètres à l'est de Višnjica sur le Slanački put (« la route de Slanci ») qui relie Belgrade à Veliko Selo.
Le village est construit sur la colline de Milićevo brdo (279 m), dans la micro-vallée du Vrelski potok.

## Histoire
Le monastère de Slanci, placé sous le patronage de saint Étienne (Stefan en serbe), est situé sur le territoire du village. Ses ruines, qui remontent au moins au XVe siècle attestent de la vie locale à la fin de État serbe médiéval ; l'ensemble monastique est historiquement mentionné pour la première fois dans des sources ottomanes datant de 1560 et ses vestiges sont aujourd'hui classés. L'ancien monastère a été reconstruit entre 1900 et 1970.

## Démographie

### Évolution historique de la population
| 1948  | 1953  | 1961  | 1971  | 1981  | 1991  | 2002  | 2011  |
| ----- | ----- | ----- | ----- | ----- | ----- | ----- | ----- |
| 1 452 | 1 520 | 1 578 | 1 685 | 1 681 | 1 736 | 1 770 | 1 783 |

|  |

### Données de 2002
Pyramide des âges (2002)
En 2002, l'âge moyen de la population était de 39 ans pour les hommes et 40,7 ans pour les femmes.
Répartition de la population par nationalités (2002)
En 2002, les Serbes représentaient un peu plus de 98 % de la population.

### Données de 2011
En 2011, l'âge moyen de la population était de 41,6 ans, 41 ans pour les hommes et 42,3 ans pour les femmes.

## Éducation
L'école élémentaire Ivan Milutinović de Višnjica dispose d'une annexe à Slanci.

## Transport
Le Slanački put mène de la partie urbaine de la municipalité de Palilula, située dans Belgrade intra muros, jusqu'au village.